# Roccaverano
Roccaverano é uma comuna italiana da região do Piemonte, província de Asti, com cerca de 529 habitantes. Estende-se por uma área de 29 km², tendo uma densidade populacional de 18 hab/km². Faz fronteira com Bubbio, Cessole, Denice (AL), Loazzolo, Mombaldone, Monastero Bormida, Olmo Gentile, San Giorgio Scarampi, Serole, Spigno Monferrato (AL), Vesime.

## Demografia
| Variação demográfica do município entre 1861 e 2011                               |
|                                                                                   |
| Fonte: Istituto Nazionale di Statistica (ISTAT) - Elaboração gráfica da Wikipedia |